# Cuba en los Juegos Olímpicos de Tokio 2020
Cuba estuvo representada en los Juegos Olímpicos de Tokio 2020 por un total de 70 deportistas, 36 hombres y 34 mujeres, que compitieron en 16 deportes.
Los portadores de la bandera en la ceremonia de apertura fueron el luchador Mijaín López y la atleta Yaimé Pérez.

## Medallistas
El equipo olímpico cubano obtuvo las siguientes medallas:
| Nombre                        | Deporte            | Competición                    |
| ----------------------------- | ------------------ | ------------------------------ |
| Oro                           |                    |                                |
| Andy Cruz                     | Boxeo              | Ligero (63 kg) M               |
| Roniel Iglesias               | Boxeo              | Wélter (69 kg) M               |
| Arlén López                   | Boxeo              | Semipesado (81 kg) M           |
| Julio César La Cruz           | Boxeo              | Pesado (91 kg) M               |
| Luis Alberto Orta             | Lucha grecorromana | 60 kg M                        |
| Mijaín López Núñez            | Lucha grecorromana | 130 kg M                       |
| Serguey Torres Fernando Jorge | Piragüismo         | C2 1000 m M                    |
| Plata                         |                    |                                |
| Juan Miguel Echevarría        | Atletismo          | Salto de longitud M            |
| Leuris Pupo                   | Tiro               | Pistola rápida de fuego 25 m M |
| Idalys Ortiz                  | Judo               | +78 kg F                       |
| Bronce                        |                    |                                |
| Yaimé Pérez                   | Atletismo          | Disco F                        |
| Maykel Massó                  | Atletismo          | Salto de longitud M            |
| Lázaro Álvarez                | Boxeo              | Pluma (57 kg) M                |
| Reineris Salas                | Lucha libre        | 97 kg M                        |
| Rafaél Alba                   | Taekwondo          | +80 kg M                       |